# Rene Krhin
Rene Krhin (21 de mayo de 1990) es un futbolista esloveno que juega en la posición de centrocampista en el N. K. Jarenina.

## Trayectoria
Se formó en las categorías inferiores del Maribor y muy joven firmó por el Inter de Milán para jugar en su equipo sub-19.
Hizo su debut con el Inter de Milán el 13 de septiembre de 2009 en el encuentro contra el Parma F. C., en el  que salió de suplente en el segundo tiempo por Wesley Sneijder, encuentro que ganó el Inter al Parma F. C. (2-0).
Después jugaría en las filas del Bolonia F. C. 1909. En la temporada 2014-15 debutó en la Primera división española en las filas del Córdoba C. F., mientras que en la campaña siguiente formó parte del Granada C. F., llegando a disputar 50 partidos en la máxima categoría. 
De España pasó a Francia, donde probó suerte con el F. C. Nantes, equipo en el que militó hasta la temporada 2019-20.
El 10 de febrero de 2021 regresó al fútbol español tras firmar por el C. D. Castellón de la Segunda División. Abandonó el club al finalizar la temporada y en septiembre se unió al Wester United F. C. australiano.
En febrero de 2025, tras llevar casi tres años sin jugar, fichó por el N. K. Jarenina.

## Selección nacional
Hizo su debut con la selección eslovena el 5 de septiembre de 2009, en un partido amistoso contra la selección de Inglaterra, entrando de suplente en el segundo tiempo, partido que ganó Inglaterra a Eslovenia (2–1).
Hasta 2021, ha sido 48 veces internacional por Eslovenia.

### Participaciones en Copas del Mundo
| Mundial                        | Sede      | Resultado    |
| ------------------------------ | --------- | ------------ |
| Copa Mundial de Fútbol de 2010 | Sudáfrica | Primera fase |

## Clubes
| Club                   | País      | Año       | Partidos | Goles |
| ---------------------- | --------- | --------- | -------- | ----- |
| Inter de Milán         | Italia    | 2009-2010 | 5        | 0     |
| Bologna F. C. 1909     | Italia    | 2010-2014 | 64       | 1     |
| Inter de Milán         | Italia    | 2014-2015 | 5        | 0     |
| Córdoba C. F. (cesión) | España    | 2015      | 14       | 0     |
| Granada C. F.          | España    | 2015-2017 | 37       | 0     |
| F. C. Nantes           | Francia   | 2017-2020 | 50       | 2     |
| C. D. Castellón        | España    | 2021      | 7        | 0     |
| Wester United F. C.    | Australia | 2021-2022 | 17       | 1     |
| N. K. Jarenina         | Eslovenia | 2025-     |          |       |

## Palmarés

### Títulos nacionales
| Título      | Club           | País   | Año  |
| ----------- | -------------- | ------ | ---- |
| Copa Italia | Inter de Milán | Italia | 2010 |
| Serie A     | Inter de Milán | Italia | 2010 |

### Títulos internacionales
| Título                       | Club           | Sede   | Año  |
| ---------------------------- | -------------- | ------ | ---- |
| Liga de Campeones de la UEFA | Inter de Milán | Madrid | 2010 |